# Corte noble
La corte, generalmente corte real o corte noble (del latín cors, cortis o cohors, cohortis, cohorte), es un grupo de personas (no necesariamente la familia y otras personas) que acompañan habitualmente al rey o a algún noble. En realidad, es un instrumento de gobierno más amplio que una corte de justicia, pues comprende un extenso grupo de personas centradas en un patrón que los gobierna por la ley. Un regente o virrey puede encargarse de la Corte por motivos de ausencia, minoridad o vacante de un soberano con un nombramiento hereditario, e incluso un jefe de Estado electo puede desarrollar un entorno de tipo cortesano a través de asesores y "compañeros" no oficiales, elegidos personalmente. Por ejemplo, el caso de una posición elevada a estatus semioficial en el entorno de Alejandro Magno, basado en las convenciones persas. (Fox, 1973)
Los "compañeros" del rey en Inglaterra y Francia eran quienes "compartían el pan" y la mesa, y de hecho la Corte es una extensión de la "familia" de un gran personaje. Allí donde los miembros de la "familia" (no ligados forzosamente por lazos de sangre) y los burócratas de la administración coinciden en cuanto a personal, se puede hablar de una "Corte", bien sea en la Persia aqueménida, la China de la Dinastía Ming, la Sicilia normanda o el Papado antes de 1870 (véase Curia) o el Imperio austrohúngaro. Un grupo de individuos dependientes del patronazgo de un gran hombre, como ocurrió de forma clásica en la Roma antigua, forma parte del sistema de "clientelismo", discutido en el artículo sobre vasallaje.[cita requerida]
Cada gobernante difería mucho en cuanto a gustos e intereses, así como en habilidades políticas y situaciones constitucionales. En consecuencia, algunos fundaron elaboradas cortes basadas en nuevos palacios, para que sus sucesores se retiraran a castillos remotos o a nuevos y prácticos centros administrativos. Podían surgir retiros personales lejos de los centros oficiales de la Corte.[cita requerida]
La etiqueta y la jerarquía florecen en ambientes con una Corte altamente estructurada y pueden dejar rasgos conservadores a través de las generaciones.[cita requerida]

## Historia
Después del colapso del Imperio romano de Occidente, una verdadera cultura de Corte puede ser reconocida en el entorno del ostrogodo Teodorico el Grande y en la Corte de Carlomagno. En el este romano, una brillante Corte continuó rodeando a los emperadores bizantinos.
En Europa Occidental, la consolidación del poder de los magnates locales y de los reyes en centros administrativos fijos desde mitad del siglo XIII llevó a la creación de una distintiva cultura de Corte, que fue el centro del patronazgo intelectual y artístico que rivalizaban con los abades y obispos, adicionalmente a su rol como ápice de una rudimentaria burocracia política que rivalizaba a las cortes de los condes y duques. Las dinámicas de la jerarquía soldaron las culturas de cortes juntas.
Las cortes locales proliferaron en las políticas astilladas de la Europa medieval y permanecieron en tiempos modernos en Alemania y en Italia. Tales cortes se volvieron conocidas por la intriga y las políticas de poder; algunas también ganaron prominencia como centros y patrones colectivos de artes y cultura. En la España medieval (Castilla), se crearon cortes provinciales. La nobleza menor y la burguesía se aliaron para crear un sistema que se opusiera a la monarquía en muchos temas políticos. Se llamaban las Cortes de Castilla. Esas cortes son la raíz del congreso y senado españoles.
Como las funciones políticas ejecutivas generalmente se movían a bases democráticas, las cortes nobles vieron sus funciones reducidas una vez más a casas nobles, concentrándose en el servicio personal a la cabeza de la casa, ceremoniales y tal vez con funciones residuales de consejero político. Si el celo republicano ha desaparecido en un territorio antes gobernado por la nobleza, las cortes pueden sobrevivir en el exilio.

## Cargos de la Corte

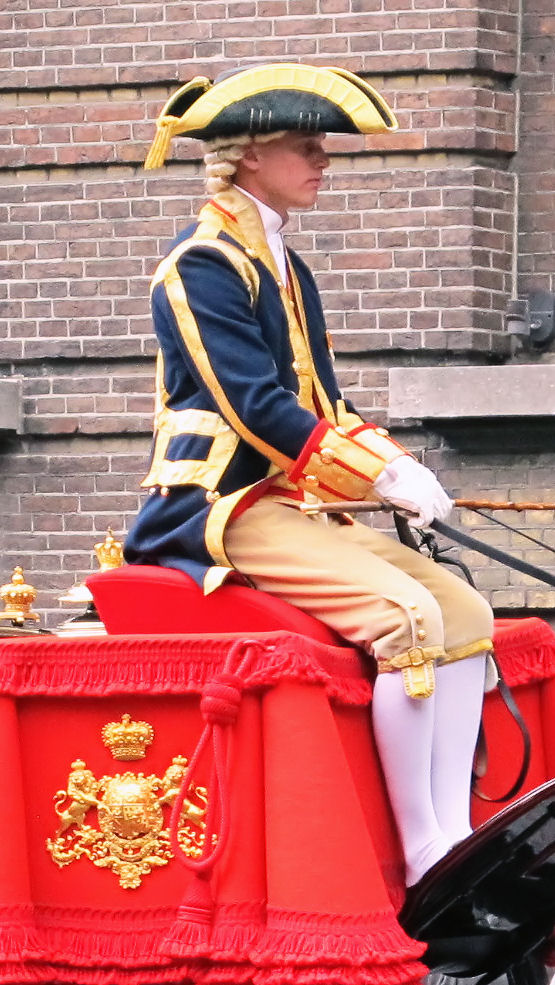
Corte del rey de los Países Bajos con mucha tradición

Los oficiales de la Corte o titulares de cargo (un tipo de cortesano) obtenían sus posiciones y mantenían los títulos de sus funciones originales dentro de las casas nobles. Con el tiempo tales funciones se volvieron arcaicas, pero los títulos sobrevivieron envolviendo los espíritus de las funciones arcanas, generalmente datando de los días cuando una casa noble tenía preocupaciones prácticas y mundanas, así como de política y cultura. Tales asignaciones de la Corte tienen sus historias. Incluyen:
- Mayordomo
- Chambelán
- Canciller
- Maestro de Capilla
- Capellán
- Condestable
- Escanciador
- Senescal
- Ujier
- Cetrería
- Bufón
- Sumiller de Cámara
- Gran Limosnero
- Gran Maestre
- Consejero
- Grandes oficiales
- Mozo del bacín
- Intendente de la lista civil
- Guardián del sello
- Dama de compañía
- Magister Equitum
- Maestro de caza
- Mariscal
- Secretario
- Abanderado
- Estatúder

## Antiguas sedes de cortes
Debido a que la palabra alemana hof, significando un patio cerrado, puede aplicarse a una alquería con edificios exteriores y con paredes formando el perímetro, se ha usado asimismo para la sede donde la Corte se ubicaba. Por tal motivo hof, court o "corte" también puede aplicarse al edificio mismo. Por ejemplo, aunque la gran residencia de Hampton Court en el Río Támesis, más arriba de Londres, ha sido un palacio, donde Thomas Wolsey mantuvo a su Corte como cardenal católico (construido siguiendo la fascinación italiana para el palacio del cardenal) hasta su caída y su confiscación por Enrique VIII y donde Guillermo y María mantuvieron a la suya, 1689-94. Aunque fue construida alrededor de dos patios principales - la estructura en sí-, ya no es la sede de una corte como tal.
Como un ejemplo, los embajadores en el Reino Unido todavía están acreditados ante la Corte de San Jacobo y los cortesanos de la monarquía aún tienen oficinas en el Palacio de St. James, Londres. El monarca presente, sin embargo, mantiene a su Corte en el Palacio de Buckingham, donde se recibe a los dignatarios.
Algunas antiguas sedes de poder (ver residencia oficial):
- Alhambra en Granada, sede de la última dinastía musulmana en la actual España.
- La Ciudad Prohibida, complejo palacio imperial en Pekín.
- El Castillo Wawel (Cracovia) y el Castillo Real en Varsovia, Polonia.
- El Palacio de Versalles cerca de París en Francia.
- El Palacio de Sanssouci en Potsdam cerca de Berlín.
- La Vaticano en los Estados Pontificios.
- Urbino, sede del ducado de Marcas.

## La cortesana
Además de referirse a una dama que vivía o servía en la Corte, el término cortesana en Occidente también es el nombre para las prostitutas de lujo, cuyos caros servicios solo podían permitirse hombres poderosos o adinerados. Al principio aludía a las amantes que algunos reyes mantenían en palacio y, por extensión, desde el siglo XVIII se convirtió en sinónimo de prostituta de lujo. Célebres cortesanas fueron las emperatrices Mesalina y Teodora, Madame du Barry, amante del rey Luis XV en el siglo XVIII, Marie Duplessis y Lola Montez en el siglo XIX y Liane de Pougy, La Bella Otero y Mata Hari durante la Belle Epoque.